# Platypalpus nigrinus
Platypalpus nigrinus är en tvåvingeart som först beskrevs av Johann Wilhelm Meigen 1822.  Platypalpus nigrinus ingår i släktet Platypalpus och familjen puckeldansflugor. Inga underarter finns listade i Catalogue of Life.